# Bataille de Sebha (2012)
Pour les articles homonymes, voir Bataille de Sebha.
La troisième bataille de Sebha se déroule du 26 au 31 mars 2012 après la première guerre civile libyenne.

## Déroulement
Après la chute de Kadhafi, les Toubous, qui ont activement participé à la première guerre civile libyenne, se retrouvent aux postes clés dans le sud de la Libye. Les représentants de Sebha au Conseil national de transition sont Toubous. Pourtant les Toubous ne représentent que 10 à 15 % des 150 000 habitants de la ville de Sebha et des tensions apparaissent avec les tribus arabes.
Le 26 mars, une plainte est déposée par un Toubou qui s'est fait voler son véhicule. Une réunion des chefs de milice est alors organisée dans l'ancien Palais du peuple, mais la situation dégénère entre les Toubous et les Arabes de la tribu des Ouled Souleimane. Un homme ouvre le feu et trois Toubous sont tués, dont un chef, Ahmat Ely Galmai. La bataille devient générale. Les Toubous sont d'abord repoussés et se replient au sud Sebha.
Au cours des combats, Issa Abdelmajid Mansour annonce la réactivation du Front toubou pour le salut de la Libye et accuse le Conseil national de transition de soutenir les tribus arabes,. Des soldats de l'Armée nationale libyenne — en fait d'anciens rebelles de Benghazi — sont envoyés sur place pour mettre fin aux affrontements mais ils n'occupent qu'un check-point entre l'aéroport et le centre-ville. Un premier cessez-le-feu est accepté par les tribus le 28 mars, cependant les violences se poursuivent le lendemain,.
Le 29 mars, les Toubous reviennent et lancent une attaque surprise en pleine nuit. Les combats reprennent, mais l'eau commence à manquer. Les Toubous accusent les Arabes d'avoir détruit la centrale électrique de Sebha qui alimentait en eau Mourzouq et Al Qatrun. Le 31 mars, les deux camps, épuisés, concluent une trêve.
Selon un médecin de la ville, les combats des 26 et 27 mars font 31 morts et 123 blessés du côté des Arabes tandis qu'Issa Abdelmajid Mansour, le chef des Toubous, fait état de la mort de 40 hommes sa tribu. Le 31 mars, le ministre de la Santé déclare que les violences ont fait 147 morts et 395 blessés des deux côtés.